# 旗南路
旗南路（Qi'nan Rd.）是高雄市旗山區南方的南北向重要幹道，本道路共分成三個部份。起端於永福街口，從中華路口開始，旗南路延續編號台29線里程繼續南下，並連結國道十號嶺口交流道，末端止於旗山、大樹區界。因為旗南路末端是以Y字路口分成舊旗南三路和新旗南三路，而且都有和大樹區統嶺路（統嶺路在地圖上呈L型的走向）相連，所以右轉舊旗南三路接統嶺路往西可藉編號台22線延著俗稱旗楠公路至燕巢、楠梓區，直走新旗南三路可藉編號台29線沿高屏溪西岸繼續往南至大樹區，及接台1線高屏大橋、台88線、台17線雙園大橋，以及在統嶺路口左轉接里嶺大橋往屏東縣里港鄉，故在高雄旗山地區的交通地位日益重要。

## 行經行政區域
- 旗山區

## 分段
旗南路共分為三個部份：
- 旗南一路：北起於永福街口，南於中洲路口北端接旗南二路。中華路至中洲路口為台29線。
- 旗南二路：北起於中洲路口北端接旗南一路，南於中洲路口南端接旗南三路。屬台29線。
- 旗南三路：北起於南端接旗南二路，南止於旗山、大樹區交界接大樹區統嶺路。屬台29線。

## 沿線設施
（由北至南）
- 旗南一路
  - 台灣電力公司旗山服務所
  - 永平街公有停車場[1]
  - 7-Eleven泰毅門市
  - 樂和街、中學路
  - 旗山三農宮
  - 北勢橋
  - 中華路
  - 旗山福斯汽車福公司
  - 旗山玉皇宮
  - Hyudai旗山展示中心／服務廠
  - Nissan旗山廠
  - 高91線中洲路（北端，高91線起點）

- 旗南二路
  - 高92線大里街
  - 大洲社區
  - 大洲龍鳳山清水寺
  - TOYOTA旗山服務廠
  - 高40線中寮一路
  - 高雄市政府警察局旗山分局嶺口派出所
  - 旗山溪州國小 （页面存档备份，存于）
  - 旗山區農會南溪洲分部
  - 旗山大洲郵局
  - 台灣中油美林宏洋加油站
  - 7-Eleven新永光門市
  - 高91線中洲路（南端，高91線終點）

- 旗南三路
  - 高雄市旗山區大洲國中 （页面存档备份，存于）（新南巷5號）
  - 旗山溪洲三龍寺
  - 財團法人高雄市私立合信興老人養護中心
  - 台灣中油新光加油站
  - 和尚橋
  - 旗山開基八路財神廟
  - 旗山北辰宮
  - OK超商旗山旗楠店
  - 嶺口交流道
  - 高43線得勝巷
  - 建中工程股份有限公司高雄廠
  - 南勝社區
  - 嶺口社區
  - 台灣中油嶺東站（新旗南三路路上）
  - 高雄市政府警察局旗山分局嶺口派出所（舊旗南三路路上）
  - 旗山區農會嶺口分部（舊旗南三路路上）
  - 南光碧雲寺（舊旗南三路路上）

## 公車資訊
- 高雄客運
  - 511 台鐵新左營站－國道十號－瑪家涼山遊憩區
  - 8009 高雄火車站－澄清湖－旗山
  - 8010 高雄－鳳山－佛光山－旗山
  - 8023 高雄火車站－楠梓－旗山
  - 8025 高雄火車站－國道十號－旗山－美濃－六龜－寶來（返程經高鐵左營站）
  - 8028 高雄火車站－國道十號－旗山－美濃
  - 8032 高雄火車站－國道十號－旗山－甲仙
  - 8050 台南火車站－旗山轉運站－佛光山

## 公共自行車
- 高雄市公共自行車租賃系統：
  - 永平街停車場：旗南一路/永平街口